# Nora Kabrheľová
Nora Kabrheľová (* 12. října 1958, Trenčín, Československo), rodným jménem Eleonóra Pischová, dříve známá jako Nora Mojsejová, je slovenská podnikatelka a moderátorka. V letech 2011-2013 byla předsedkyní politické strany Strana slobodné slovo – Nory Mojsejovej. Jejím bývalým manželem je zpěvák Branislav Mojsej.

## Život
V roce 1976 odmaturovala na Obchodní Akademii v Košicích. Vystřídala několik zaměstnání v ekonomickém oboru.
Jejím prvním manželem byl Mikuláš Kašai, druhého manžela Branislava Mojseje si vzala v roce 2003, rozvedli se v roce 2012.
V roce 2008 založila firmu Nora Mojsejová Fashion, jejíž módní kolekce sama navrhuje.

### Televize
Do mediálního povědomí se dostala v reality show Domáca horúčka ve spolupráci se Slovenskou televizí. Ta s ní následně rozvázala smlouvu, neboť se vyjadřovala vulgárně. V roce 2005 spolupracovala, společně se svým manželem, s TV Markíza na projektu reality show Mojsejovci, ve které oba manželé nabídli své prostory v domě pro štáb televize a pro účinkující této soutěže. Vítěz reality show získal 2 miliony korun, které hradili sami manželé Mojsejovi.
V roce 2011 moderovala pořad Šéfka ve spolupráci s TV Prima a TV JOJ.

### Politika
V prosinci 2011 se stala předsedkyní politické strany Strana slobodné slovo – Nory Mojsejovej, (dříve Aliancia nového občana). Předsednickou funkci vykonávala až do roku 2013.